# Aspidiotinae

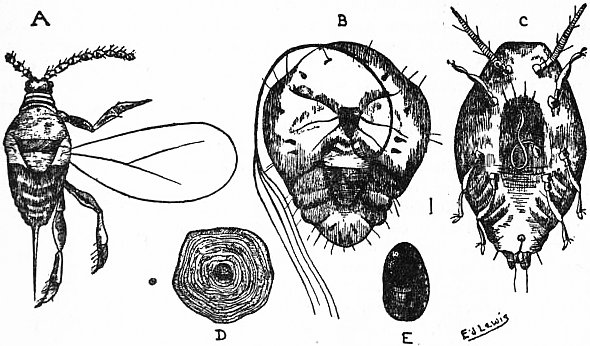
Самец (A), самка (B) и личинка (C) Aspidiotus perniciosus

Aspidiotinae (лат.) — подсемейство полужесткокрылых насекомых-кокцид из семейства щитовки (Diaspididae).

## Распространение
Всесветное.

## Описание
Взрослая самка (AF) без шипиков желёз; обычно с бахромчатыми пластинками; пигидиальные доли L2 и L3, когда присутствуют, унилобулярные; отверстия краевых макродуктов, если они продолговатые, с длинными осями, обычно параллельными краю тела; поры на передней спирали 5-локулярные или отсутствуют, редко 3-локулярные. Самка второй стадии (2F) с бахромчатыми пластинками или без них; L2 унилобулярный. У нимфы-краулера CR брюшной сегмент II с субмедиальным дорсальным протоком; абдоминальные сегменты III—VI с дорсальными субмедиальными волосками или без них; абдоминальные сегменты IV—VI каждый без вентральной субмедиальной щетиеки; голова и мезоторакс каждый с субмаргинальным или субмедиальным дорсальным протоком; конечный сегмент антенны с 2 вершинными волосками; тарзус с волоском у основания коготка; лапка и голень слиты или разделены перегородкой. Взрослый самец (AM) обычно с бугорчатым глазком; пронотальные гребни присутствуют; дорсальные латеральные ветви среднего краниального гребня отсутствуют; прескутум поперечный или треугольный; дорсальные волоски на брюшных сегментах IV—VII обычно отсутствуют. Молодая стадия самца 2M сходна с молодой стадией самкой 2F. Самец диплоидный с половиной гетерохроматичных хромосом или гаплоидный без гетерохроматическими хромосомами.

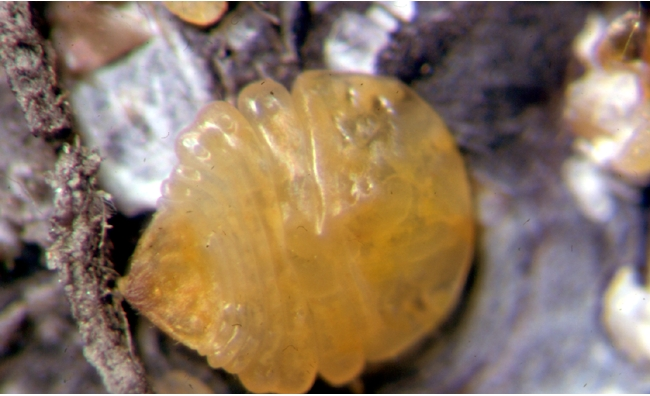
Quadraspidiotus juglansregiae
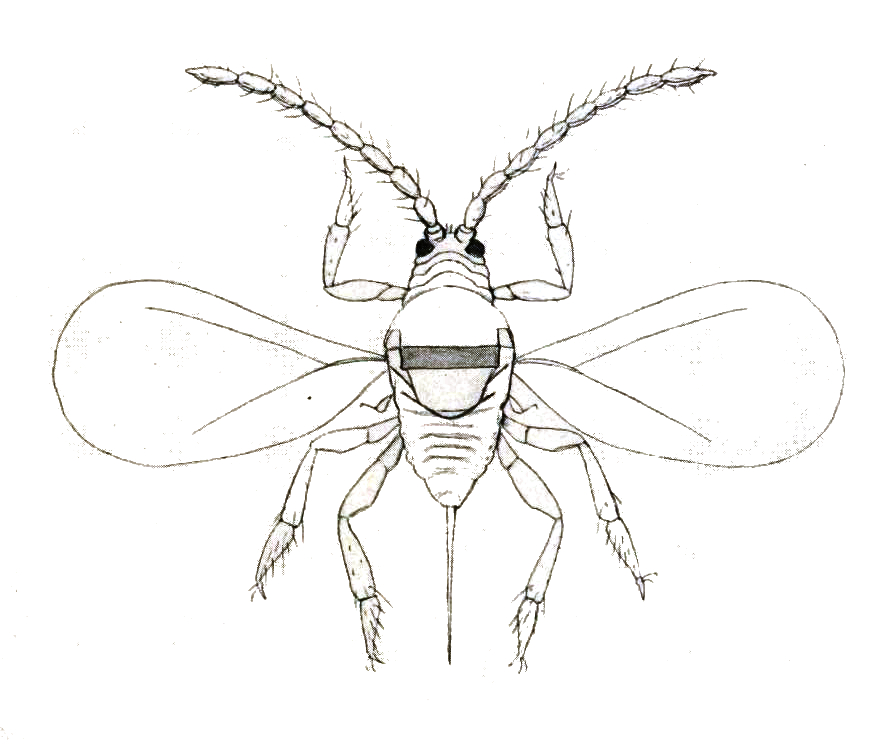
Quadraspidiotus perniciosus

## Классификация
В мировой фауне примерно 170 родов. Выделяют 7 триб.
Трибы (расположены в филогенетическом порядке)
- Gymnaspidini (Неотропика, 3 рода)
- Leucaspidini (гл. обр. Старый Свет, 11 родов) = Leucaspidinae
- Aonidiini (Старый Свет, гл. обр. Австралазия и Юго-Восточная Азия, 36 родов)
- Smilacicolini (Юго-Восточная Азия, 1 род)
- Odonaspidini (гл. обр. Юго-Восточная Азия, 5 родов) = Odonaspidinae
- Parlatoriini (гл. обр. Юго-Восточная Азия, 25 родов)
- Aspidiotini (космополит, 88 родов)